# ブラボーキングダム
『ブラボーキングダム』は、1992年、日本のパチンコ機器メーカーの平和が開発、発売したブラボーシリーズのデジパチ。3箇所の始動チャッカーに球が入ると中央に設置されたLEDの数字が回転し、3つゾロ目で揃うと大当たりとなり、中央下部の大きな入賞口が10カウント16回開放されるシステム（大当たり1回約2400発）。
同年夏には、大当たり時の出玉を少なくした『ブラボーキングダムG』も発売された。

## 関連商品
- HEIWA パチンコグラフィティ Vol.2（アクアルージュ、1999年12月、プレイステーション用ゲームソフト）